# Barberà del Vallès (ort)
Barberà del Vallès är en ort i Spanien.   Den ligger i provinsen Província de Barcelona och regionen Katalonien, i den östra delen av landet, 500 km öster om huvudstaden Madrid. Barberà del Vallès ligger 144 meter över havet och antalet invånare är 31 144.
Terrängen runt Barberà del Vallès är platt åt nordväst, men åt sydost är den kuperad.Runt Barberà del Vallès är det mycket tätbefolkat, med 10 000 invånare per kvadratkilometer. Närmaste större samhälle är Barcelona, 14,4 km söder om Barberà del Vallès. I omgivningarna runt Barberà del Vallès växer i huvudsak barrskog.